# Coppa di Francia 1944-1945
La Coppa di Francia 1944-1945 è stata la 28ª edizione della coppa nazionale di calcio francese.

## Risultati

### Trentaduesimi di finale
| Squadra 1         | Risultato   | Squadra 2               |
| ----------------- | ----------- | ----------------------- |
| Aix               | 2 - 1       | Cannes                  |
| Olympique Alès    | 3 - 1       | USA Perpignanais        |
| AS des Charentes  | 6 - 1       | US La Roche-Rigault     |
| Besançon          | forfait     | Mulhouse                |
| Bordeaux EC       | 6 - 3       | Niort                   |
| Stade Montois     | 1 - 2       | Bordeaux                |
| Blénod            | 5 - 2       | Metz                    |
| Montpellier       | 2 - 4       | US Cazères              |
| Stade Clermontois | 7 - 1       | SC Vichy                |
| Le Havre          | 2 - 1       | JS Puteaux              |
| Lens              | 10 - 0      | Amiens                  |
| Lilla             | 12 - 1      | Olympique Saint-Quentin |
| ASA Vauzelles     | 1 - 8       | Lyon OU                 |
| Le Mans           | 5 - 0       | JA Saumur               |
| Chambéry          | 3 - 4       | Olympique Marsiglia     |
| FC Nancy          | forfait     | Strasburgo              |
| Nizza             | 12 - 1      | AS Avignone             |
| Nîmes             | 10 - 0      | SO Pont-de-Chéruy       |
| RC Paris amatori  | 0 - 3       | Arago Orléans           |
| RC Paris          | 6 - 0       | Limoges                 |
| Quevilly-Rouen    | 1 - 6       | Stade Français          |
| Stade Reims       | 7 - 0       | ES Juvisy-sur-Orge      |
| Angers            | 3 - 4       | Rennes                  |
| Excelsior Roubaix | 5 - 3 (dts) | Roubaix                 |
| US Le Vésinet     | 3 - 3 (dts) | Rouen                   |
| Saint-Étienne     | 4 - 3       | Gueugnon                |
| US Saint-Gaudens  | 2 - 1       | Sète                    |
| Tolosa            | 5 - 1       | US Le Bouscat           |
| US Auchel         | 0 - 3       | Tourcoing               |
| Versailles        | 0 - 3       | AS Trouville-Deauville  |
| Valenciennes      | 6 - 1       | Compiègne               |
| CA Vernon         | 1 - 7       | Red Star                |

#### Spareggi
| Squadra 1 | Risultato | Squadra 2     |
| --------- | --------- | ------------- |
| Rouen     | 4 - 1     | US Le Vésinet |

### Sedicesimi di finale
| Squadra 1           | Risultato   | Squadra 2              |
| ------------------- | ----------- | ---------------------- |
| Arago Orléans       | 5 - 0       | AS des Charentes       |
| FC Nancy            | 1 - 0       | Blénod                 |
| Rouen               | 3 - 0       | Le Havre               |
| Tolosa              | 6 - 1       | Nîmes                  |
| Bordeaux            | 5 - 1       | US Saint-Gaudens       |
| Nizza               | 1 - 1 (dts) | Aix                    |
| Lilla               | 3 - 2       | Stade Français         |
| Olympique Marsiglia | 1 - 0       | Olympique Alès         |
| Lyon OU             | 4 - 1       | Besançon               |
| Lens                | 13 - 1      | Tourcoing              |
| RC Paris            | 7 - 0       | AS Trouville-Deauville |
| Red Star            | 1 - 0       | Stade Reims            |
| Stade Clermontois   | 3 - 1       | Saint-Étienne          |
| Rennes              | 1 - 0       | Le Mans                |
| US Cazères          | 3 - 2       | Bordeaux EC            |
| Valenciennes        | 4 - 1       | Excelsior Roubaix      |

#### Spareggi
| Squadra 1 | Risultato | Squadra 2 |
| --------- | --------- | --------- |
| Nizza     | 3 - 0     | Aix       |

### Ottavi di finale
| Squadra 1     | Risultato   | Squadra 2           |
| ------------- | ----------- | ------------------- |
| Lilla         | 0 - 0 (dts) | Rennes              |
| Tolosa        | 2 - 1       | Stade Clermontois   |
| RC Paris      | 4 - 1       | Bordeaux            |
| Nizza         | 1 - 0       | Olympique Marsiglia |
| Lyon OU       | 4 - 0       | US Cazères          |
| Lens          | 10 - 0      | FC Nancy            |
| Arago Orléans | 1 - 0       | Red Star            |
| Rouen         | 3 - 2       | Valenciennes        |

#### Spareggi
| Squadra 1 | Risultato | Squadra 2 |
| --------- | --------- | --------- |
| Lilla     | 1 - 0     | Rennes    |

### Quarti di finale
| Squadra 1 | Risultato | Squadra 2     |
| --------- | --------- | ------------- |
| Lilla     | 3 - 2     | Lyon OU       |
| Tolosa    | 4 - 3     | Lens          |
| RC Paris  | 1 - 0     | Arago Orléans |
| Nizza     | 4 - 0     | Rouen         |

### Semifinali
| Squadra 1 | Risultato | Squadra 2 |
| --------- | --------- | --------- |
| Lilla     | 4 - 0     | Tolosa    |
| RC Paris  | 2 - 1     | Nizza     |

### Finale
| Arbitro: | Georges Capdeville |

| |            | |
| Philippot 30’ Ponsetti 40’ Heisserer 65’ | Marcatori  | |
| José Luis Molinuevo Maurice Dupuis Auguste Jordan Marcel Salva Jean-Claude Samuel Lucien Jasseron Oscar Heisserer Pierre Ponsetti André Philippot Émile Bongiorni Ernest Vaast | Formazioni | Julien Darui Joseph Jadrejak Casimir Stefaniak Jean Cardon François Bourbotte Jules Bigot Jean Baratte Roger Carré Roger Vandooren René Bihel Jean Lechantre |
| Paul Baron | Allenatori | Georges Berry |